# Попечитель
Попечитель — лицо, заботящееся об интересах, нуждах или потребностях другого лица или организации.
Обычно применяется в следующих смыслах:
- лицо, защищающее права и интересы ограниченно дееспособных или несовершеннолетних людей в рамках попечительства.
- управляющее лицо доверительной собственности.
- лицо, получившее от депонента полномочия по распоряжению ценными бумагами и осуществлению прав по ценным бумагам, которые хранятся или учитываются в депозитарии .
- в Российской империи должность куратора учебных заведений и других учреждений.
  - Попечитель университета и попечитель учебного округа представлял в университете правительство; обычно назначался императором из известных чиновников или сановников. Входил в Главное правление училищ; зачастую проживал не в округе, а в столице.
  - Попечитель школы отвечал за «надзор за школой и общее направление её действий»; обычно избирался уездным земским собранием и утверждался министром государственных имуществ. Пользовался правами чиновников VII класса. Председательствовал на собраниях педагогического совета.[1]
  - Почётный попечитель наблюдал за выделением и должным использованием гимназиями, прогимназиями и реальными училищами частных или земских средств, входил в состав хозяйственного совета, избирался плательщиком денег, утверждался министерством просвещения. В гимназиях был чиновником VI класса, в прогимназиях — V.[1]
- присяжный попечитель — в Российской империи управляющий имуществом должника в промежутке между объявлением банкротства и учреждением конкурса.